# Boca do Lixo
Boca do Lixo (que en portugués significa literalmente Boca de la Basura) es una zona no oficial del centro de la ciudad de São Paulo, Brasil. Está ubicada en el barrio de Luz en las cercanías del cruce de la rúa Vitória con la rúa do Triunfo. Aunque actualmente es una zona degradada afectada por la venta y consumo de drogas así como por la prostitución y los asentamientos irregulares, fue notable por haber albergado un polo cinematográfico en las décadas de 1920 y 1930 cuando se instalaron empresas como la Paramount, la Fox y la MGM. En las décadas siguientes, esas compañías atrajeron distribuidoras, fábricas de equipamiento especializado, servicios de mantenimiento técnico y otras empresas del ramo cinematográfico. Entre fines de los años sesenta y comienzos de los ochenta, la zona se convirtió en un reducto del cine independiente brasileño, desvinculado de los incentivos gubernamentales. Durante esos años era común ver a hombres manejando carretas cargadas de latas de películas por la vía pública.

## El desarrollo cinematográfico
Muchos cineastas, como Carlos Reichenbach, José Antônio García, José Mojica Marins, Alfredo Sternheim, Juan Bajon, Cláudio Cunha, Julio Bressane, Rogério Sganzerla o Walter Hugo Khouri, Luiz Castelini, tenían claras propuestas autorales en sus películas, pero la producción de la Boca se caracterizó realmente por películas baratas con un fuerte componente sexual. Floreció y se expandió en la pornochanchada de los años 70, con musas como Helena Ramos, Sandra Bréa, Vanessa Alves, Patrícia Scalvi, Nicole Puzzi, Zilda Mayo. Comedias, dramas, policiales, westerns, películas de acción y kung fu, terror, entre otros, fueron géneros explorados por el cine de la Boca, sin dejar de lado el uso restringido del erotismo. Productores como Antônio Polo Galante, David Cardoso, Nelson Teixeira Mendes, Juan Bajon, Cláudio Cunha, Aníbal Massaini Neto, entre otros, se hicieron millonarios con este tipo de cine. Dick Danello fue otra figura importante para Boca, responsable de componer la banda sonora de varias películas.

## El apogeo
Algunas películas fueron éxitos de taquilla, como La viuda virgen de Rovai y Giselle de Victor di Mello. Salvo raras excepciones, estas películas no fueron muy apreciadas por la crítica especializada que prefería películas más centradas en la cuestión social, de directores vinculados al Cinema Novo y, en la década de 1970, integrados en el Embrafilme, que producía películas con incentivos estatales.

## El declive
El fin del régimen militar en Brasil trajo la liberación de películas con escenas de sexo explícito, lo que acabó destruyendo a la industria cinematográfica.

## Situación actual de la zona
En la década de 1990, parte de la zona de Boca do Lixo pasó a llamarse Cracolandia y se convirtió en una de las áreas más degradadas de la ciudad. A partir del 2005, el Ayuntamiento de São Paulo empezó a intervenir en esta zona con una estrategia más firme, aumentando la vigilancia policial local y cerrando hoteles y bares vinculados al tráfico de drogas y la prostitución. Centenares de inmuebles residenciales o utilizados por pequeños comercios fueron declarados de utilidad pública y expropiados para atraer inversiones privadas y empresas del sector inmobiliario. En 2007, se puso en marcha el programa Nova Luz, destinado a promover la revitalización de la zona mediante la exención del impuesto IPTU como incentivo para la renovación de las fachadas. Al mismo tiempo, se pretendía ahuyentar a los consumidores de crack y otras drogas a los que se impedía reunirse allí y se obligaba a vagar sin rumbo por los barrios vecinos. En 2012 se puso en marcha la "Operación Centro Legal" para combatir el tráfico de drogas en la zona y la hospitalización obligatoria de los adictos al crack. Ya en el primer mes, pequeños fumaderos de crack se extendieron por la ciudad - esparciéndose, según la Policía, por 27 barrios, entre ellos Barra Funda, Higienópolis, Santa Cecília y Luz. En aquel momento, según un informe del gobierno de São Paulo, 155 consumidores de drogas fueron internados, 191 personas fueron detenidas en el acto y se incautaron 63 toneladas de drogas (incluidas tres toneladas de crack).

## La razón del nombre
El nombre "Boca do Lixo" deriva de una expresión que fue acuñada por la prensa policial en la década de 1940 para referirse a la región debido a la frecuencia de personajes que eran vistos por la sociedad como marginales (prostitutas, bandidos) y que actuaban en los Campos Elíseos, Santa Ifigênia y alrededores. Desalojados del barrio de Bom Retiro por acciones políticas violentas a principios de la década de 1950, estos grupos marginales emigraron al barrio de Luz, conviviendo simultáneamente con los principales actores y actrices que figuraron en la historia del cine nacional. Así, con la concentración de producciones cinematográficas en esta localidad a mediados de la década de 1960, el nombre pasó a denotar también el centro cinematográfico que allí se estableció.